# Blade: The Edge of Darkness
Blade: The Edge of Darkness és un videojoc d'acció en 3D desenvolupat per l'empresa espanyola Rebel Act Studios i distribuït per Codemasters. En altres països el nom va haver de ser canviat per motius de copyright, passant-se a anomenar Severance: Blade of Darkness.

## Història
Eresh Kigal era un cavaller que armat amb una cota de malla, que va fer, per a l'actual guerra contra el mal. Així va rebre el favor de la Deessa, i va ser l'escollit de Ianna. Va empunyar l'espasa sagrada, i es va convertir en Blade, el cavaller de la llum. Va reunir un gran grup i van anar a l'est, a desafiar l'enemic que aguaitava en el seu propi cau. El combat va ser terrible, però Eresh Kigal va lluitar valentament contra l'enemic i la victòria el va afavorir. Però després de derrotar-lo, Eresh Kigal va morir entre els seus amics i companys, els qui van portar el seu cos ensangonat fins al Temple de la Deessa Ianna; i sobre l'altar on va ser sepultat, es va incrustar l'espasa sagrada. El santuari es va tancar i, a la terra es van crear quatre belles gemmes: un òpal blanc, una aiguamarina, una obsidiana i un oval d'ambre. Cadascuna de les gemmes va ser recollida per cadascun dels seus companys. Així cadascú guardaria una gemma per si el Mal gosés obtenir el poder de l'espasa. Tots van jurar protegir-les, no trencar el jurament, i deixar senyals per a quan el mal ressorgís, i el poder l'espasa sorgís de nou per derrotar-lo.
Seguit de la seva derrota a mans d'Eresh Kigal i amb l'assistència de Blade, el Senyor del Caos estava embogit de ràbia i esperava amb impaciència l'oportunitat per a lliurar el cop final que tant desitjava.
Enfront d'aquest panorama desolador, arriba el moment de prendre decisions crítiques, i només una sembla prometedora en termes d'èxit: la cerca del Temple d'Ianna, on Eresh Kigal reposa al costat de la llegendaria Blade, amb l'objectiu de desvetllar el poder de l'espasa mítica.
Ara qui escull el personatge que haurà de derrotar el Mal seràs tu, podràs triar entre quatre herois; cadascun amb una història diferent i qualitats específiques.
La gesta no serà senzilla, ja que els quatre companys d'Eresh Kigal es van dispersar i van ocultar les claus en llocs molt diversos: des de fortaleses i temples fins i tot a l'interior d'un volcà.
La missió del nostre heroi o heroïna serà seguir el rastre de les gemmes i les runes i recuperar-les sense excepció, ja que són la clau per accedir a l'Espasa Sagrada, l'única arma capaç de provocar una fisura en la terrible façana del malvat Dal Gurak i sembrar una llavor de dubte i inseguretat.
Les runes alliberen el poder de l'espasa, mentre que les gemmes obren la tomba. És imprescindible obtenir les gemmes per arribar al Temple ja que per avançar en el joc són un requisit indispensable. No obstant això, és possible arribar al Temple sense les runes. En aquest cas, tot i que pots passar el joc sense elles, no adquireixes el veritable poder de l'espasa.

## Personatges

### Nan
Naglfar és un nan enviat pels majors del seu clan a consultar amb els savis de Kazel Zalam sobre els estranys fenòmens que estan succeint en els passadissos de les seves ciutats.
El teu personatge és un guerrer formidable, amb una resistència excepcional i capacitat per suportar un gran nombre de ferides. La seva estratègia d'atac habitual consisteix a infligir durs cops de manera consecutiva als seus adversaris. Quan la seva energia baixa, és astut i retrocedeix per bloquejar els atacs dels seus enemics amb l'escut, esperant el moment oportú per contraatacar amb renovada ferocitat. Aquesta combinació de resistència, agressivitat i astúcia el converteix en un rival temible en el camp de batalla.
És lent i de cops curts, però senzill de manejar i molt útil contra tota mena d'enemics, si bé en nivells més avançats pot tenir alguns problemes, ja que els rivals seran molt ràpids i ell massa lent. La seva curta alçada no significa una altra cosa que menys blanc per a l'enemic, la qual cosa també és una dada a favor. Així que algunes fletxes i atacs alts, o d'alts o grans enemics no li donaran! Utilitza destrals, garrots, maces i martells. Durant el joc és possible aconseguir armadures lleugera i mitjana.
És el personatge més resistent i un dels més forts.

### Bàrbar
Tukaram és un bàrbar de les estepes del nord. Des de fa algunes llunes la pau de l'estepa s'ha vist feta fallida per estranys successos. Quan cau la nit, les planes buides de Dasht-e-Kavir es poblen d'ombres i dimonis. Els guerrers desapareixen, les dones i els nens s'amaguen a les seves botigues i els ancians ploren en silenci o conten històries macabres d'enemics sanguinaris i invasors del nord. Tukaram és el triat pels ancians de la seva tribu per a viatjar a l'estatge dels seus avantpassats en Kashgar, on ha d'esbrinar el necessari per a lliurar al seu poble dels estranys atacs que està sofrint.
El teu personatge és el colós del grup, el més poderós i letal en combat. Amb armes enormes i mortíferes, és una força de destrucció imparable. Només el nan pot igualar la seva resistència, però cap altre rival es compara amb la seva ofensiva. Tot i això, té punts febles que cal tenir en compte: es cansa ràpidament i és més lent en comparació amb altres membres del grup com Sargon o Zoe. Això exigeix una precisió màxima per esquivar els atacs enemics. Sense un escut per defensar-se, la seva supervivència depèn de la capacitat del jugador per interposar breument l'arma i repel·lir els atacs enemics. La seva estratègia és avançar cap als enemics i aniquilar-los abans que tinguin l'oportunitat de reaccionar, aturant-se només quan l'esgotament sigui massa gran.
Els seus poderosos combos i les seves impressionants armes són els millors aliats per dur a terme aquesta tàctica. Igual que el nan, pot tenir problemes als nivells superiors per la seva lentitud, encara que és el millor als nivells inicials. Utilitza armes de dues mans, principalment destrals a dues mans i espases de grans dimensions. Durant el joc és possible aconseguir armadura lleugera.

### Amazona
Zoe és una intrèpida amazona aventurera procedent dels Regnes Exteriors, que no va entrar en aquesta aventura per salvar al món, sinó a la recerca d'una ciutat perduda i del tresor que hi ha en ella.
És una guerrera àgil i ràpida, però poc resistent. Utilitza pals llargs i llances com a arma, i no pot portar cap escut, cosa que l'obliga a guardar les distàncies amb l'enemic. És poc resistent, però la seva gran agilitat, punteria i rapidesa en fan una aposta segura, encara que la seva manera de joc sigui molt diferent de la de la resta dels personatges. Una altra de les seves qualitats és que el seu salt lateral el fa rodant, permetent esquivar els atacs alts.
Caldrà que sorprengui els enemics sempre que sigui possible, atacant-los i després retrocedint per mantenir distància, abans de tornar a l'atac. És crucial dominar els seus combos, ja que els seus cops individuals no són especialment efectius. Hem d'aprofitar al màxim el seu potencial i evitar utilitzar armament que no sigui de tipus llança, ja que no s'adapta bé a altres formes d'armament. Durant el transcurs del joc, pot ser possible obtenir armadura lleugera.

### Cavaller
Sargon, el cavaller, basa la seva efectivitat en un eficaç equilibri entre potència d'atac, defensa i intel·ligència. És el capità dels Cavallers del Rei, entrenat sota les dures normes de la cavalleria, que serà enviat al Krak de Tabriz per a esbrinar alguna cosa sobre les activitats enemigues i les inesperades invasions enemigues.
El cavaller és el personatge més tàctic, prioritzant la protecció amb l'escut i fent fintes, alternant entre atacs i defenses constants. Esforça's per evitar ser ferit a tota costa, i per aconseguir-ho, és crucial disposar d'escuts abundants i resistents. Els seus combos són poderosos, i la seva mestria en combat, juntament amb la seva habilitat defensiva, gairebé garanteixen la victòria quan s'associa amb Sargon, tot i que això és difícil d'assolir. Com a contrapunt, la seva regeneració de punts de vida és lenta, col·locant-lo en desavantatge en cada nivell respecte als altres personatges en termes d'energia, combos i punts de vida. Les seves armes principals són espases i maces d'una mà, les quals combina amb l'ús de l'escut. Durant el transcurs del joc, es poden aconseguir diferents tipus d'armadures, des de lleugeres fins a pesades, sent l'última disponible al volcà.
És el personatge més equilibrat quant a les característiques de força, resistència o defensa i agilitat.

## El joc
El joc presenta un total de 14 escenaris, incloent-hi un nivell ocult. Els escenaris per a la presentació dels personatges (la primera zona que visitarem) són únics per a cada personatge:
- El Palau de Kazel Zalam, com a zona introductòria per al Nan.
- La Vall de Kashgar, com a zona introductòria per al Bàrbar.
- La Ciutat Perduda de Marakamda com a zona introductòria per a l'Amazona.
- La Fortalesa de Tabriz com a zona introductòria per al Cavaller.

En completar la història individual del personatge triat, la història principal es desembolicarà en els següents escenaris, comuns a tots.
| N.º | Escenari                      |
| --- | ----------------------------- |
| 2   | Las Minas del Monte Kelgeben. |
| 3   | La Fortaleza de Tell Hallaf.  |
| 4   | Las Tumbas de Ephyra.         |
| 5   | La Isla de Karum.             |
| 6   | La Fortaleza de Shalatuwar.   |
| 7   | El Desfiladero de Orlock.     |
| 8   | La Fortaleza de Nemrut.       |
| 9   | Oasis de Nejeb.               |
| 10  | El Templo de Al-Farum.        |
| 11  | La Forja de Xshathra.         |
| 12  | El Templo de Ianna.           |
| 13  | La Torre de Dal Gurak.        |
| 14  | El Abismo. (Nivel Oculto)     |

Només el primer nivell és diferent per a cada personatge. Tot i això, cada personatge representa un estil i una modalitat de joc diferent; l'amazona és ràpida i utilitza llances o bos a atac, i és el personatge que millor maneja l'arc; el bàrbar és "lent" però poderós, per la qual cosa utilitza pesats mandobles i destrals; el nan és ràpid només en distàncies curtes, el millor cos a cos, i fonamenta el seu atac en destrals d'una mà o martells poderosos al costat d'un escut; el cavaller utilitza espases d'una mà en combinació amb un escut. Segons es van matant enemics, el jugador adquireix experiència i avança de nivell (cada cop més lentament). A cada nivell, el jugador aprendrà una sèrie d'atacs ja predefinits, així com poder utilitzar els combos de cada arma: aprendre i utilitzar rutinàriament els combos de cada arma especial així com les habilitats pròpies de cada personatge serà la clau per avançar còmodament en el transcurs del joc. Cal puntualitzar aquí que hi ha un cert desequilibri entre els personatges en les seves habilitats, cosa que s'hauria de tenir en compte per triar l'heroi. Aquest desequilibri ve pel fet que, per motiu desconegut, el bàrbar i el cavaller tenen cadascun una llarga llista de combos i habilitats; per contrapartida, l'amazona i el nan només tenen tres habilitats pròpies, cosa que significa menys recursos, menys varietat de cops i en última instància menys diversió.
És requisit indispensable visitar totes les localitzacions disponibles, encara que de vegades es pot triar anar primer a un lloc o altre. L'objectiu últim del joc és obtenir l'espasa sagrada, Blade, per derrotar el malvat de torn, Dal Gurak. Per això, cal reunir les quatre pedres sagrades. Durant el camí, en alguns nivells, hi ha una sèrie de localitzacions secretes amb paranys especials que donen accés a sis runes sagrades. El joc té dues possibles finals en funció de si s'aconsegueixen totes les runes o no. Invariablement, cal derrotar Dal Gurak, però si en vèncer-lo es tenen les sis runes, s'obté accés a un nivell secret i es pot lluitar contra el Senyor del Caos.
Pel camí, el jugador haurà de desfer-se de zombis, cavallers, orcs, caps orcs, trolls, minotaures, esquelets, dimonis, golems, cavallers foscos, bestioles, aranyes gegants, dimonis majors i fins i tot vampirs (en resum, una síntesi tots els enemics que se succeeixen al llarg del joc). Cada enemic té unes característiques diferents que obliguen a fer servir estratègies diferents. En certs casos, com els cavallers o els vampirs, la intel·ligència artificial suposa tot un repte en el combat, sobretot si hi conflueixen diversos enemics alhora. Altres, per contra, utilitzen pautes molt més fixades, com els esquelets o els minotaures. Com passa en aquest tipus de jocs, la part d'exploració i aventura sol estar referida a activar algun polsador per obrir una nova localització per poder visitar.
Les lluites es desenvolupen per un sistema de combos, desenvolupant així uns atacs prefixats. Cada arma té associat un combo, i el jugador només podrà fer-ho si utilitza el personatge adequat en el nivell requerit (per poder fer servir combos d'armes cal un nivell determinat). El jugador pot portar un màxim de quatre armes i tres escuts, sent requisit indispensable l'arc, el qual una vegada obtingut no es pot eliminar de l'inventari, cosa que a la pràctica deixa lloc per a tres armes (l'espasa sagrada obtinguda en els últims nivells no suma). Hi ha també una sèrie d'armes especials per a cada personatge amb atacs especials de tipus foc, gel, verí i vampíric, sent aquesta última comuna a tots els personatges.

## Armes especials
| Personatge | Tipus d'arma                      | Gel        | Foc            | Verí          |
| ---------- | --------------------------------- | ---------- | -------------- | ------------- |
| Nan        | Destrals d'una mà/Masses d'una mà | Iceberg    | Destral ardent | Serp          |
| Bàrbar     | Destral, mandobles                | Allau      | Magma          | -             |
| Amazona    | Bo, llances,...                   | Vent etern | Drac           | Fulla maleïda |
| Cavaller   | Espases/masses/sables/            | Glacera    | Espasa de foc  | -             |

A més, tots els personatges poden manejar l'Espasa de la reina Asha, amb atac de tipus vampíric (roba vida) i l'Espasa Sagrada; que el Bàrbar maneja amb les dues mans.

## Història del projecte
Rebel Act Estudios es va crear el juny del 1996 amb la finalitat de desenvolupar videojocs d'alta qualitat. Va començar amb un grup reduït de gent que es va encarregar d'elaborar el disseny i els primers passos d'un joc 3D al qual aviat se li donaria el nom de Blade. A mesura que el joc i la seva tecnologia s'anaven fent més complexos, es va anar incorporant nova gent al projecte, fins a arribar a la composició final de l'equip.
El novembre de 1996 Rebel Act Studios va mostrar a la premsa a la fira SIMO els primers treballs de disseny del joc. Eren els inicis dels primers mapes i els primers personatges.
A principis de 1997 van començar a negociar la distribució internacional del joc i a mitjans d'aquell any van signar un contracte amb Gremlin Interactive.
El joc va continuar evolucionant, incorporant noves tecnologies així com diferents aportacions de Gremlin Interactive, com l'aprofitament del seu estudi de captura de moviments. Així va fer la seva primera presentació internacional a l'⁣ECTS de 1998 de Londres dins l'estand de Gremlin.
Però Gremlin va entrar en un procés de crisi que va desembocar en la venda de la companyia a Infogrames el 1999. Afortunadament per a Rebel Act, el seu contracte amb Gremlin els permetia desvincular-se'n si existia un canvi de propietat a la companyia. Després de llargues converses amb Infogrames, a causa d'una diferent postura pel que fa al que havia de ser el joc, es van desvincular de mutu acord del contracte.
Posteriorment Rebel Act Studios es va decantar per signar un acord de distribució amb Codemasters que seria l'empresa que finalment acabaria distribuint Blade fora d'Espanya. Però realment la patrocinadora del joc des dels seus inicis va ser la distribuïdora espanyola Friendware, que va assumir el cost de desenvolupament del joc des dels seus inicis.
El desenvolupament del joc va ser complex degut principalment a la inexperiència de la major part de l'equip, allargant massa el procés de desenvolupament. Al cap de dos anys de projecte, el disseny encara estava sense acabar i les tecnologies que apareixien al mercat superaven les usades a Blade. Això va fer necessari un replantejament a llarg termini per no cancel·lar el projecte. Es va ampliar la plantilla amb nous programadors i grafistes, es va reorganitzar completament la jerarquia de l'equip per tal de tapar els buits de responsabilitat existents fins ara i es va actualitzar la tecnologia usada.
Finalment, a principis del 2001, Blade va veure la llum després d'un procés de gestació de més de quatre anys.

## Característiques

### Motor gràfic
El sistema gràfic del joc es va desenvolupar des de zero. Constava de l'ús de textures d'alta resolució, llums, ombres, foc i sang generats en temps real per donar-li més realisme, i sistema d'esquelet per permetre danyar l'enemic per parts, podent mutilar els cossos dels enemics.
El seu sistema de física i fluids també és en temps real el que permet efectes força macabres (si bé realistes) amb la sang que abandona els cossos caiguts.
Una altra de les característiques interessants del motor gràfic són els seus efectes de reflex a l'aigua, la presència de fum, un sistema de partícules que permet atorgar gran realisme als encanteris, aures, etcètera. Blade suporta les tecnologies Direct3D, OpenGL i Glide. Si bé nativament només era compatible amb DirectX, l'equip de desenvolupament va alliberar pegats per poder executar el joc amb les altres llibreries gràfiques.
Tot i els canvis fets durant el desenvolupament, a la seva sortida el motor gràfic de Blade es trobava desfasat en alguns aspectes en comparació amb altres títols contemporanis.

### Sistema de portals
Era un sistema d'ocultació present en el videojoc, tant de polígons com d'objectes. És la part que s'encarrega de determinar què és visible per al jugador, per pintar-ho o no. Bàsicament, es refereix al fet que el motor està organitzat en un sistema de portes o finestres que connecten habitacions. Aquesta informació serà utilitzada per determinar allò que es veu a través de cada portal i dibuixar el mínim possible. Amb aquesta tecnologia es busca disminuir el repintat dins del videojoc.

### Sistema d'il·luminació
A Blade es fa servir la il·luminació en temps real. Aquest aspecte es pot dividir en ombres i ombreig.
Per a l'ombreig s'utilitza una tècnica de tessel·lació que consisteix a subdividir polígons per augmentar la precisió i assignar valors a la llum. La part d'ombreig es fa en una sola passada i usant una sola unitat de textura.
Pel que fa a les ombres, es construeixen a partir de volums d'ombra. Es calcula geomètricament des del punt de llum quins volums de l'espai estan a l'ombra i quins en llum, i després això s'aplica a tot. Gràcies a aquest sistema, les ombres són dinàmiques. També es poden apreciar reflexos a superfícies líquides.

### Sistema de dinàmica de fluids
Inicialment, es va realitzar un sistema de dinàmica de fluids que es podia aplicar a qualsevol element del joc, però finalment només es va utilitzar a pocs llocs, sobretot en el tema de la sang. El sistema es basa en l'aprofitament de l'arquitectura del motor per traçar partícules per calcular la manera com s'estén la sang.

### Escenaris
Els escenaris eren gegantins mapes d'excel·lent factura tècnica, passant des d'un castell amb tot luxe de detalls, a uns congostos a la muntanya, un bell palau al desert, coves, etc.

## Requisits de maquinari
| Sistema operatiu Windows95/98/2000/Me/Xp - CPU Pentium II 400 MHz - 64 MB de RAM - Acceleradora 3D amb 8 MB de RAM compatible amb DirectX 8.0 - Targeta de so de 16 bits compatible amb DirectX - Disc dur amb 750 MB lliures - CD-ROM 8X | - CPU Pentium III 500 MHz - 128 MB de RAM - Targeta de so 3D compatible - DirectSound3D/EAX - Acceleradora 3D amb 32 MB de RAM - CD-ROM 24X |

## Modificacions i ampliació
El joc no incloïa editor de mapes, si bé els desenvolupadors van decidir posar a disposició dels jugadors l'eina utilitzada a nivell intern per al desenvolupament dels nivells, encara que sense cap mena de suport oficial. D'altra banda, gran quantitat dels paràmetres del joc es podia modificar a través de scripts escrits a Python. Tot i la dificultat que comportava la creació de mods, Blade va comptar amb una bona comunitat que va donar lloc a projectes força importants, tan acabats, com per exemple Diablozation, Conquest, Defender, o nombrosos mapes del talentós Prospero, i no acabats, com poden ser els prometedors projectes que van quedar al primer capítol tot i prometre una saga, com va passar amb Dwarf Quest, Zarandaur, Las 3 Espadas, Northern Fortress, entre d'altres.

### Saga Fugitivo
La modificació més destacada és, sens dubte, l'aclamada saga Fugitivo, creada per l'anglès Prospero. Consisteix en 3 capítols totalment complets i de qualitat igual i fins i tot superior als nivells originals del joc base, en els que trobes personatges aliats i pots entaular conversa amb ells, comprar en una botiga usant tresors recollits al mapa, mirar un diari al qual es registren els esdeveniments importants durant la partida (tot això mai va ser possible en el joc original), entre diverses coses. Al primer capítol, "La Ciutadella Blanca", has de travessar aquesta ciutadella, una majestuosa edificació plena d'enemics de totes les classes, i obrir-te camí cap al Gran Pont, intentant fugir de La Guàrdia Negra, que està darrere teu. Al segon, "La Guàrdia Negra", l'heroi arriba a una fortalesa abandonada en la qual és emboscat i cau pres, per la qual cosa el teu objectiu és escapar del teu captiveri i continuar amb el teu camí. Al tercer i darrer capítol, "El Santuari Montañés", has d'assolir el santuari en el qual es custodia l'Espasa Sagrada, la qual seria capaç d'acabar amb el malvat Vinculanus i qui sigui el seu fosc senyor, i així posar fi a les malifetes de la Guàrdia Negra. L'autor està desenvolupant el capítol 4 actualment, des del 2005, sense data de publicació. Al costat d'aquesta saga, cal tenir molt en compte la modificació "Diablozation", un brillant treball del rus Tomash, el qual abasta facetes RPG en un poblat mai vistes a Blade. Podem vendre i comprar a la botiga (a Fugitivo només podem comprar), parlar amb altres personatges que t'encarreguen missions i completar-les, rebent recompenses a canvi, fer servir màgia per aixecar cadàvers enemics al teu servei, danyar, robar vida, etcètera. Tomash es troba actualment treballant en Diablozation II, el qual portarà nombroses novetats com a enemics nous i intel·ligents (més si és possible), a més de reciclar la seva destacada orientació al RPG del primer lliurament.

### QQSI / WWTBAI
També es va realitzar una modificació creada per l'espanyol Héctor Marín en el qual se simula un concurs televisiu (qui vol ser milionari) però adaptat al videojoc sota el nom QQSI/WWTBAI (Qui vol Ser Immortal? o Who Wants To Be An Inmortal) en què els personatges (a manera de concursants) han d'anar contestant correctament 15 preguntes sense fallar. Els participants van guanyant punts de vida (lifepoints) fins al final aconseguir la immortalitat si arriben a la pregunta 15.
També s'estan desenvolupant altres concursos televisius adaptats al videojoc, com en aquest cas EAMD (L'endevinador més feble) amb un format similar a El rival més feble, però en aquest cas els personatges (concursates) han d'endevinar els números que es pensa el presentador. A cada ronda hauran d'aconseguir endevinar la quantitat més gran de nombres per assolir l'objectiu en aquesta ronda, d'un total de 4.
En finalitzar cada ronda s'elimina per votació (seguint de vegades criteri o no) al que menys números ha endevinat (l'endevinador més feble).

### Blade HD
L'any 2019 es publicà una remasterització del videojoc, millorant-ne especialment els gràfics així com la compatibilitat amb sistemes més actuals. Utilitzant eines de la comunitat i diversos programes de fotografia professional es va augmentar la resolució de totes les textures originals del joc de 256x256 a 768x768, entre d'altres millores gràfiques.

## Recepció i fallida de Rebel Act
A la sortida, el joc va rebre bones crítiques gràcies als gràfics, principalment pels efectes d'il·luminació i les ombres en temps real, mai vist fins aleshores. Altres característiques, tant a nivell gràfic, com per exemple la representació de l'aigua, o l'animació dels personatges, que es va fer a través de motion capture, eren inferiors a altres títols del moment. La texturització, encara que de mida inferior a altres jocs contemporanis, aconseguia iguals o superiors resultats. No obstant això, per gaudir en la seva plenitud de totes les característiques del joc calia un ordinador força potent.
No obstant això, el joc no va gaudir d'un bon màrqueting i no va produir els beneficis esperats. Entre les principals crítiques al joc hi havia el desfasament del motor gràfic (encara que és espectacular i inigualable en certs aspectes), la gran quantitat d'errors, l'absència de nivells de dificultat i la pràctica nul·litat del sistema multijugador, que encara disponible, era poc jugable tant a nivell tècnic com a nivell de diversió.
El poc èxit del joc, sobretot al mercat nord-americà, unit a una sèrie de circumstàncies, va provocar el tancament de la companyia quan ja es preparava un port del joc a Xbox i una segona part.
A partir de l'equip de Rebel Act Studios, van sorgir dues noves empreses de desenvolupament, MercurySteam i Digital Legends.